# یوری اولوتس
یوری اولوتس (استونیایی: Jüri Uluots؛ ۱۳ ژانویه ۱۸۹۰ – ۹ ژانویه ۱۹۴۵) یک سیاست‌مدار اهل استونی بود.
وی که دانش‌آموخته رشته حقوق از دانشگاه دولتی سن پترزبورگ بود از سال ۱۹۴۰ تا ۱۹۴۵ نخست وزیر کشور استونی بوده است، اولوتس از سال ۱۹۲۰ تا ۱۹۲۶ و همچنین ۱۹۲۹ تا ۱۹۳۲ نماینده پارلمان استونی بوده.